# Makapuʻu
Makapuʻu est la pointe orientale de l'île d'Oahu à Hawaï. Elle comprend le reste d'une crête qui s'élève à 197 m au-dessus du niveau de la mer.

## Description
Son point le plus au sud est une falaise où est établi un phare. Le nom du lieu signifie « œil bombé » en hawaïen et dériverait d'une grotte nommée Keanaokeakuapōloli. Lieu pittoresque exposant une vue panoramique importante, le site est célèbre pour :
- la Sea Life Park Hawaii, un grand parc commercial et un aquarium avec des expositions et des spectacles sur la vie maritime hawaïenne ;
- le phare de Makapuʻu, construit en 1909 ;
- l'île de Mānana (en), célèbre pour sa forme caractéristique représentant la tête d'un grand lapin se levant hors de la mer ;
- l'île de Kāohikaipu, une île basse volcanique, sanctuaire d’oiseaux ;
- les différents rivages et plages qui environnent le site : Makapuʻu Beach Park, Kaupō Beach Park, Makapuʻu Point, Makai Pier, Kaupō, Makapuʻu Beach…

## Galerie

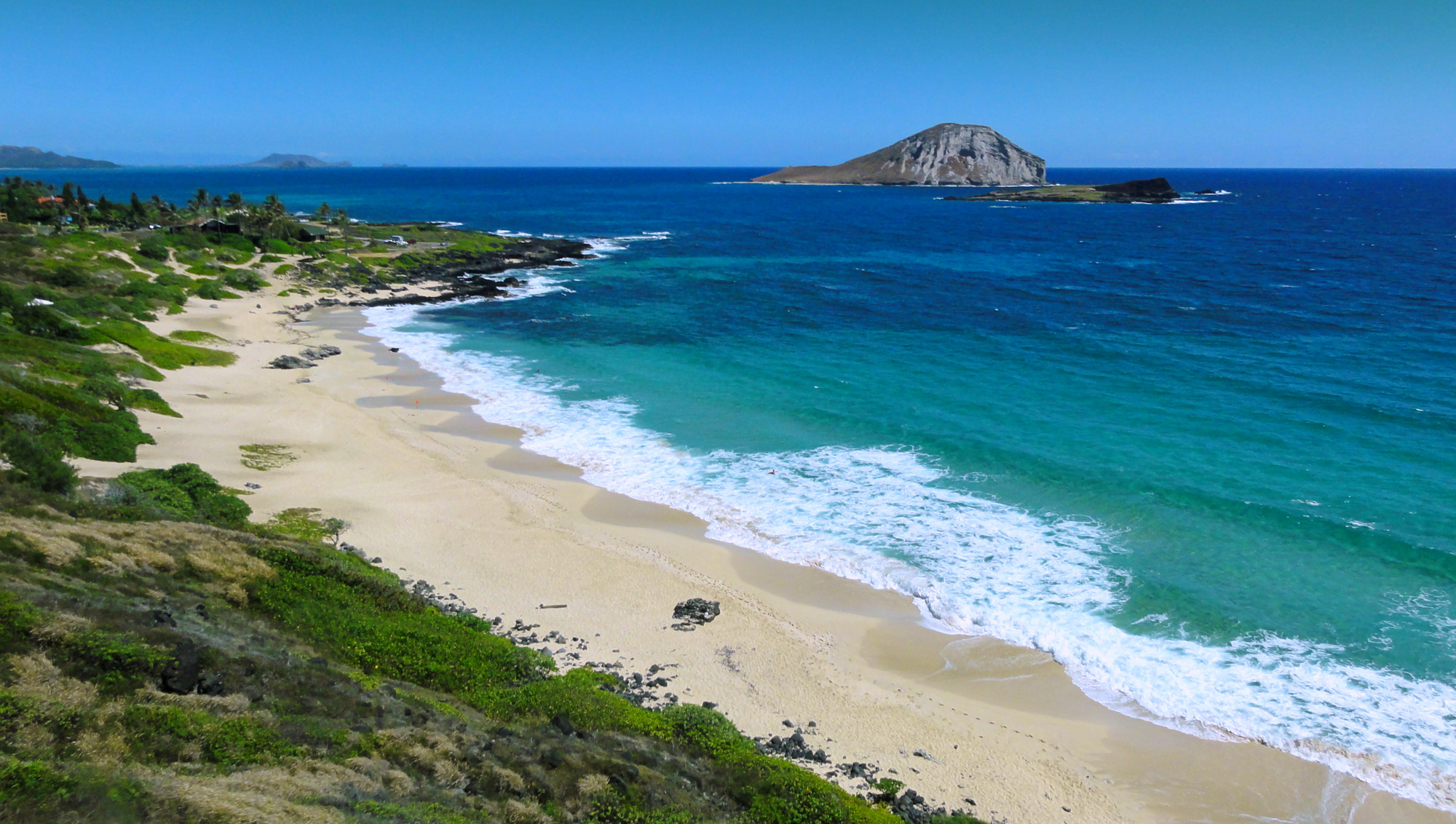
Plage de Makapuʻu et baie Waimānalo
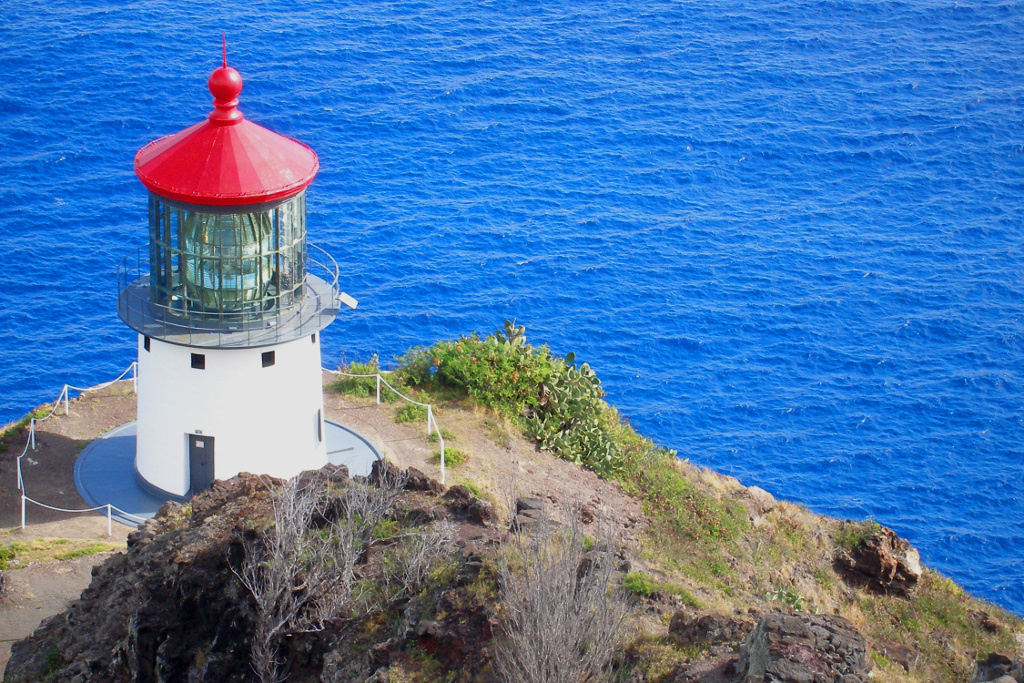
Phare de Makapuʻu
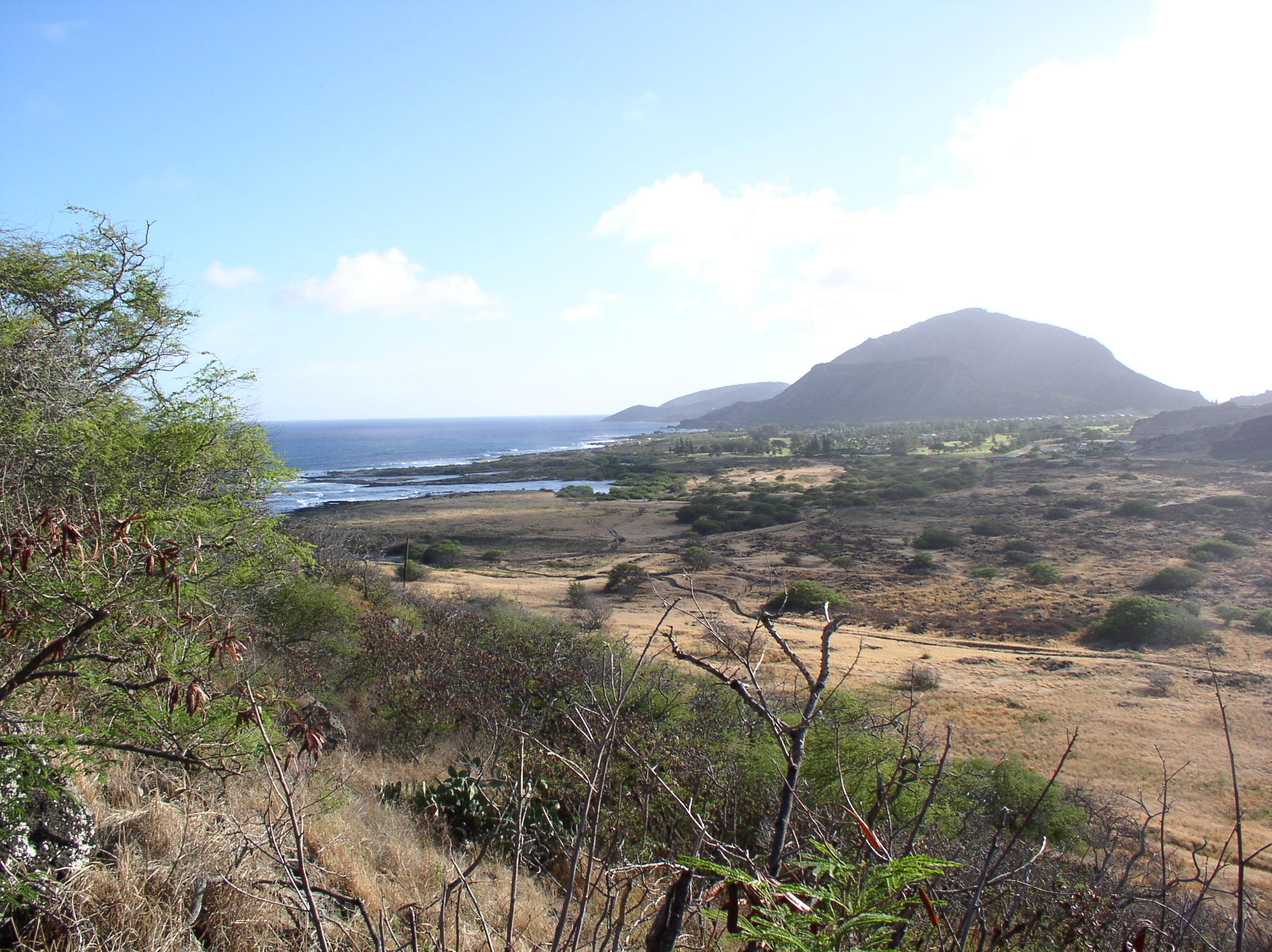
Vue de la zone sauvage dite de Ka Iwi
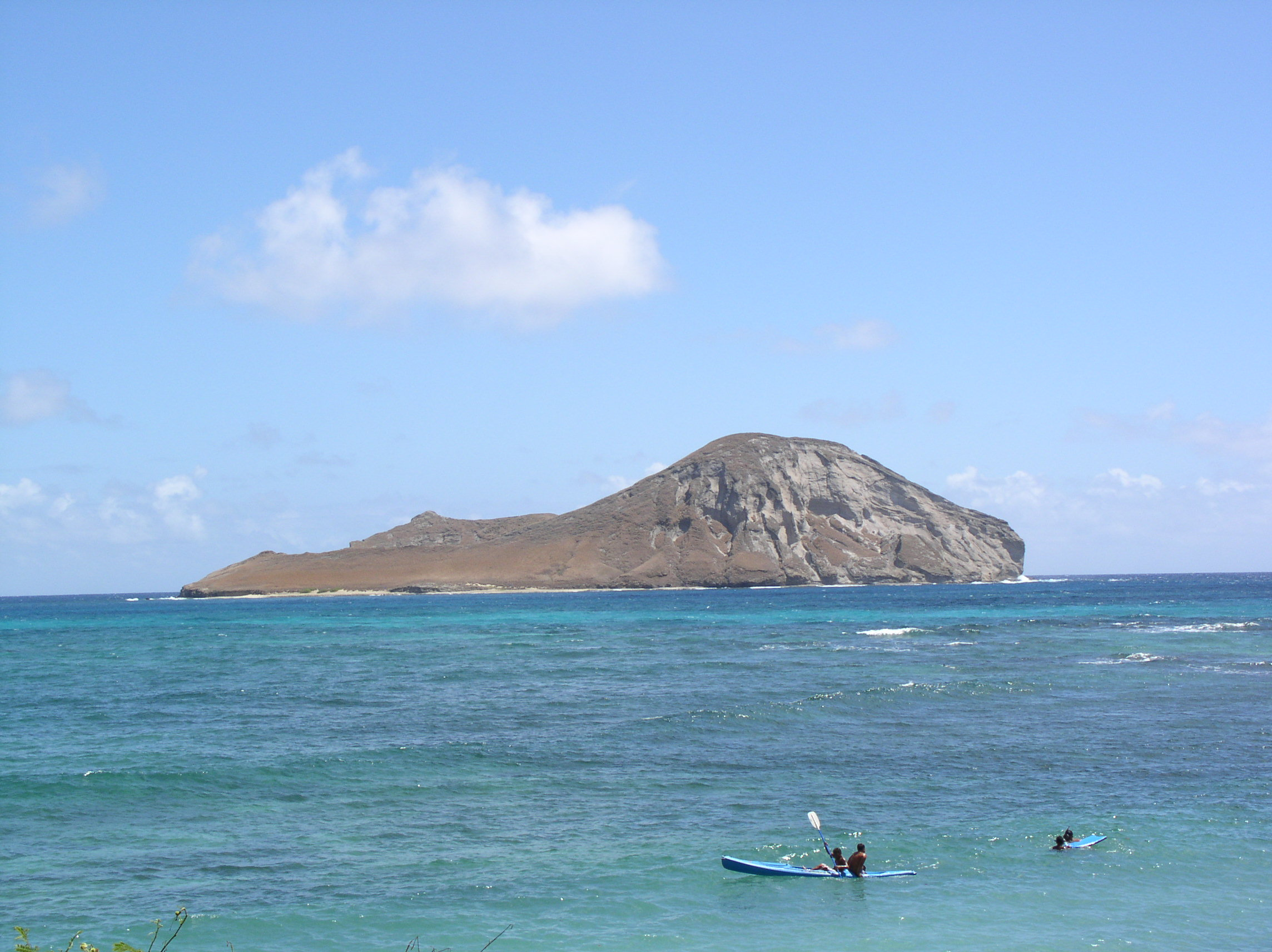
L'île de Kāohikaipu
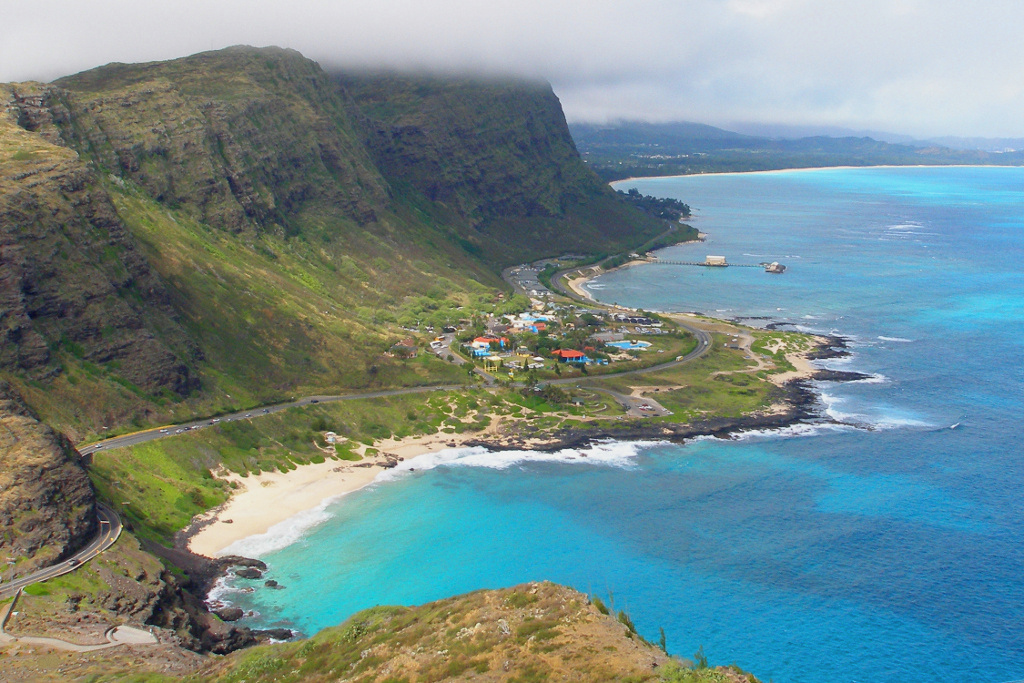
Vue de la côte sud-est